# Dolichole

Allgemeine Struktur von Dolicholen mit n = 2 (trans-Konfiguration) und m = 10 bis 16 (cis-Konfiguration).

Dolichole ist eine Gruppe mehrfach ungesättigter isoprenoider Verbindungen, die aus vier oder mehr Isopren-Einheiten bestehen, wobei die α-Isopren-Einheit gesättigt ist und eine primäre Hydroxygruppe (–OH) trägt. Dolichole sind damit Derivate der Polyprenole, d. h. 2,3-Dihydropolyprenole. Die meisten der Doppelbindungen in längerkettigen Verbindungen haben cis-Konfiguration, doch treten im Molekül auch trans-Konfigurationen auf.
Sie spielen eine Rolle in der Cotranslationalen Modifikation von Proteinen, speziell in deren N-Glykosylierung im endoplasmatischen Retikulum.